# Championnats nationaux de cyclisme sur route en 2025
Navigation
2024 2026
Les Championnats nationaux de cyclisme sur route en 2025 commencent dès janvier pour l'Australie et la Nouvelle-Zélande. La plupart des championnats nationaux de cyclisme ont lieu aux mois de juin et juillet.

## Champions 2025

### Élites hommes
| Pays                            | Course en ligne                                   | Contre-la-montre                                |
| ------------------------------- | ------------------------------------------------- | ----------------------------------------------- |
| Afrique du Sud                  | Daniyal Matthews (Team Siata)                     | Alan Hatherly (Jayco AlUla)                     |
| Albanie                         | Lukas Sulaj Kloppenborg                           | Olsian Velia (Cyklotym Havirov Tirana)          |
| Algérie                         | Yacine Hamza (Madar Pro Cycling Team)             | Azzedine Lagab (Madar Pro Cycling Team)         |
| Allemagne                       | Georg Zimmermman (Intermarché-Wanty)              | Maximilian Schachmann (Soudal Quick-Step)       |
| Angola                          | Wagner Chiquito (Amadores do Cicloturismo)        | Dário António (GD Interclub)                    |
| Anguilla                        | Delroy Carty (Anglec)                             | Delroy Carty (Anglec)                           |
| Antigua-et-Barbuda              | Jyme Bridges (Team Vipers)                        | Robert Marsh (East Side Raiders)                |
| Arabie saoudite                 | Alhur Alkulaif (Al-Adalah Club)                   | Ali Salman Jassas (Al-Raed Saudi Club)          |
| Argentine                       | Leonardo Cobarrubia                               | Mateo Kalejman                                  |
| Australie                       | Luke Durbridge (Jayco AlUla)                      | Luke Plapp (Jayco AlUla)                        |
| Autriche                        | Tim Wafler (Tirol KTM)                            | Felix Großschartner (UAE Emirates-XRG)          |
| Azerbaïdjan                     | Musa Mikayilzade                                  | Musa Mikayilzade                                |
| Bahamas                         | Kevin Daley                                       | Felix Neely                                     |
| Barbade                         | Gregory Vanderpool (Sentry-Glassesco)             | Jacob Kelly (Sentry-Glassesco)                  |
| Belgique                        | Tim Wellens (UAE Team Emirates XRG)               | Remco Evenepoel (Soudal Quick-Step)             |
| Belize                          | Cory Williams (Golden State Blazers)              | Cory Williams (Golden State Blazers)            |
| Bénin                           | Ricardo Sodjede (SAS Vélo Club)                   | Ricardo Sodjede (SAS Vélo Club)                 |
| Bermudes                        | Conor White (Muc-Off-SRCT-Storck)                 | Nicholas Narraway (Tenerife-BikePoint-LaSede)   |
| Biélorussie                     | Yauheni Karaliok                                  | Dzianis Mazur (RCOP Belarus)                    |
| Bolivie                         | Eduardo Moyata                                    | Freddy Gonzales                                 |
| Bosnie-Herzégovine              | Vedad Karić (BK Rotacija-SPIN)                    | Vedad Karić (BK Rotacija-SPIN)                  |
| Botswana                        |                                                   |                                                 |
| Brésil                          | Otávio Gonzeli (Swift Pro Cycling)                | João Pedro Rossi (Swift Pro Cycling)            |
| Bulgarie                        | Borislav Palashev (Doltcini Pro)                  | Emil Stoynev (Doltcini Pro)                     |
| Burkina Faso                    | Daouda Soulama (AJC Koudougou)                    |                                                 |
| Cameroun                        | Fabrice Chofor (SNH Vélo Club)                    |                                                 |
| Canada                          | Derek Gee (Israel-Premier Tech)                   | Michael Leonard (Ineos Grenadiers)              |
| Cap-Vert                        | Nélio Cruz (São Vicente)                          | Nélio Cruz (São Vicente)                        |
| Chili                           | Héctor Quintana (Plus Performance-Solutos)        | Héctor Quintana (Plus Performance-Solutos)      |
| Chine                           | Miao Chengshuo                                    | Xue Ming                                        |
| Curaçao                         | Halim Rosalina                                    | Luis Parra                                      |
| Chypre                          | Andréas Miltiádis                                 | Andréas Miltiádis                               |
| Colombie                        | Egan Bernal (Ineos Grenadiers)                    | Egan Bernal (Ineos Grenadiers)                  |
| Corée du Sud                    | Yun Jae-bin (Seoul)                               | Choe Hyeong-min (Geumsan Insam Cello)           |
| Costa Rica                      | Gabriel Rojas (ManzaTé-La Selva-Scott)            | Donovan Ramírez (Colono Bikestation Kölbi)      |
| Côte d'Ivoire                   | Souleymane Traoré (Société Omnisports de l'Armée) |                                                 |
| Croatie                         | Nicolas Gojković (Adria Mobil)                    | Robert Šangulin                                 |
| Cuba                            | José Alberto Domínguez                            | Brayan Mandín                                   |
| Danemark                        | Søren Kragh Andersen (Lidl-Trek)                  | Mads Pedersen (Lidl-Trek)                       |
| Dominique                       | Kohath Baron (Street Falcons Cycling Club)        |                                                 |
| Égypte                          | Abdul Rauf Ahmed                                  | Mohab Aziz (SuezCanalDiscovery)                 |
| Émirats arabes unis             | Mohammad Alsabbagh (Abu Dhabi Cycling Club)       | Abdulla Jasim Al-Ali (UAE Emirates Gen-Z)       |
| Équateur                        | Jhonatan Narváez (UAE Team Emirates-XRG)          | Jefferson Cepeda (Movistar Team)                |
| Érythrée                        | Nahom Zerai (JCL Ukyo)                            | Amanuel Ghebreigzabhier (Lidl-Trek)             |
| Espagne                         | Iván Romeo (Movistar)                             | Abel Balderstone (Caja Rural-Seguros RGA)       |
| Estonie                         | Madis Mihkels (EF Education First)                | Rein Taaramäe (Kinan Racing)                    |
| Eswatini                        | Kwanele Jele                                      |                                                 |
| États-Unis                      | Quinn Simmons (Lidl-Trek)                         | Artem Shmidt (INEOS Grenadiers)                 |
| Éthiopie                        | Tekle Alemayo                                     | Negasi Abreha (Sam-Vitalcare-Dynatek)           |
| Fidji                           |                                                   |                                                 |
| Finlande                        | Johan Nordlund (GIF)                              | Trond Larsen (IK-32)                            |
| France                          | Dorian Godon (Decathlon AG2R LA Mondiale)         | Bruno Armirail (Decathlon AG2R la Mondiale)     |
| Ghana                           |                                                   |                                                 |
| Grande-Bretagne                 | Samuel Watson (Ineos Grenadiers)                  | Ethan Hayter (Soudal Quick-Step)                |
| Grèce                           | Nikifóros Arvanítou (Novapor Theseus SportsClub)  | Geórgios Boúglas (Burgos Burpellet BH)          |
| Grenade                         | Red Walters                                       | Red Walters                                     |
| Guam                            | Blayde Blas (EuroCyclingTrips-CCN)                |                                                 |
| Guatemala                       | Edgar Torres (Hino-One-La Red)                    | Sergio Chumil (Burgos Burpellet BH)             |
| Guyana                          | Aaron Newton (KFC Evolution)                      | Aaron Newton (KFC Evolution)                    |
| Honduras                        | Luis López (LL Team)                              | Héctor Menéndez                                 |
| Hong Kong                       | Ng Pak-hang (HKSI)                                | Chu Tsun-wai (HKSI)                             |
| Hongrie                         | Márton Dina (Euskaltel-Euskadi)                   | János Pelikán (United Shopping)                 |
| Îles Caïmans                    | Michael Testori                                   | Chris Bodden                                    |
| Îles Vierges britanniques       | Darel Christopher Jr.                             | Calvin Smith                                    |
| Îles Vierges des États-Unis     |                                                   |                                                 |
| Inde                            | Bhagirath Bhagirath                               | Harshveer Sekhon                                |
| Indonésie                       | Muhammad Abdurrahman (Jakarta Pro Cycling Team)   | Muhammad Syelhan (ASC Monsters Indonesia)       |
| Iran                            | Aidin Aliyari                                     | Saeid Safarzadeh                                |
| Irlande                         | Rory Townsend (Q35.5)                             | Ryan Mullen (Red Bull-Bora-Hansgrohe)           |
| Islande                         | Þorsteinn Bárðarson (Tindi)                       | Ingvar Ómarsson (Breiðablik)                    |
| Israël                          |                                                   |                                                 |
| Italie                          | Filippo Conca (Swatt Club)                        | Filippo Ganna (Ineos Grenadiers)                |
| Jamaïque                        | Melvin McFarlane (Elevation Cycling Club)         | Andrew Ramsay                                   |
| Japon                           | Marino Kobayashi (JCL Ukyo)                       | Shunsuke Imamura (Wanty-Nippo-ReUz)             |
| Jordanie                        | Majid Abu Harrah                                  | Majid Abu Harrah                                |
| Kazakhstan                      | Yevgeniy Fedorov (XDS Astana)                     | Yevgeniy Fedorov (XDS Astana)                   |
| Kirghizistan                    | Mukhammed Ali Matkarimov (ART Cycling Team)       | Artem Shapilov (ART Cycling Team)               |
| Kosovo                          | Blerton Nuha (KÇ Kastrioti Ferizaj)               | Blerton Nuha (KÇ Kastrioti Ferizaj)             |
| Laos                            | Ariya Phounsavath (Roojai Insurance)              | Ariya Phounsavath (Roojai Insurance)            |
| Lesotho                         | Kabelo Makatile (UCI WCC Team)                    | Kabelo Makatile (UCI WCC Team)                  |
| Lettonie                        | Toms Skujiņš (Lidl-Trek)                          | Toms Skujiņš (Lidl-Trek)                        |
| Liban                           | Nafez Kamaleddine (Ghazal Sportif de Tripoli)     | Gilbert Hannouche (Club d'Aley)                 |
| Lituanie                        | Aivaras Mikutis (Tudor)                           | Aivaras Mikutis (Tudor)                         |
| Luxembourg                      | Arthur Kluckers (Tudor)                           | Bob Jungels (Ineos Grenadiers)                  |
| Macao                           | Kam Chin Pok                                      |                                                 |
| Macédoine du Nord               | Stefan Petrovski                                  | Slobodan Nastevski (VK Pelister)                |
| Malaisie                        | Nur Aiman Rosli (Terengganu)                      | Nur Aiman Rosli (Terengganu)                    |
| Mali                            |                                                   |                                                 |
| Malte                           | Aidan Buttigieg (Polti VisitMalta)                | Aidan Buttigieg (Polti VisitMalta)              |
| Maroc                           | Adil El Arbaoui (AVC Khouribga)                   | Mohcine El Kouraji (Green Bike)                 |
| Maurice                         | Toréa Célestin (VCJCC-Palco)                      | Alexandre Mayer (Burgos Burpellet BH)           |
| Mexique                         |                                                   |                                                 |
| Mongolie                        | Tegshbayar Batsaikhan (Roojai Insurance)          | Jambaljamts Sainbayar (Burgos Burpellet BH)     |
| Monténégro                      | Aleksandar Radunović                              | Aleksandar Radunović                            |
| Namibie                         | Alex Miller (Swatt Club)                          | Alex Miller (Swatt Club)                        |
| Nicaragua                       | Argenis Vanegas (Kilos)                           | Luis Carlos Guido (Kilos)                       |
| Norvège                         | Andreas Leknessund (Uno-X Mobility)               | Tobias Foss (Ineos Grenadiers)                  |
| Nouvelle-Zélande                | Paul Wright (Factor Racing)                       | Finn Fisher-Black (Red Bull-Bora-Hangrohe)      |
| Ouganda                         | Charles Kagimu (Team Amani)                       | Charles Kagimu (Team Amani)                     |
| Ouzbékistan                     | Diyor Takhirov                                    | Nikita Tsvetkov                                 |
| Pakistan                        | Ali Ilyas (SSGC Pro Cycling)                      | Ali Ilyas (SSGC Pro Cycling)                    |
| Panama                          | Roberto González (Solution Tech-Vini Fantini)     | Carlos Samudio (Solution Tech-Vini Fantini)     |
| Paraguay                        | Jonathan Monges (Minga Bike-Max-Go)               | Daniel Riveros (Matadero Pando)                 |
| Pays-Bas                        | Danny van Poppel (Red Bull-Bora-Hansgrohe)        | Daan Hoole (Lidl-Trek)                          |
| Pérou                           | Bill Toscano (Mariños Racing Club)                | Robinson Ruiz                                   |
| Philippines                     | Marcelo Felipe (Victoria Sports)                  | Nash Lim                                        |
| Pologne                         | Rafał Majka (UAE Emirates-XRG)                    | Filip Maciejuk (Red Bull-Bora-Hansgrohe)        |
| Porto Rico                      | Abner González (Caja Rural-Seguros RGA)           | Christopher Morales (Controlpack)               |
| Portugal                        | Ivo Oliveira (UAE Emirates-XRG)                   | António Morgado (UAE Emirates-XRG)              |
| République dominicaine          | Jesús Marte (Doglocy-Imca)                        | Erlin García (Foundation Cycling New York)      |
| République tchèque              | Mathias Vacek (Lidl-Trek)                         | Mathias Vacek (Lidl-Trek)                       |
| Roumanie                        | Gerhard Moldansky (MENtoRISE Teem CCN)            | Emil Dima (ACS Savorya)                         |
| Russie                          | Lev Gonov                                         | Petr Rikunov (Oryol Region)                     |
| Rwanda                          | Eric Nkundabera (Les Amis Sportifs)               | Samuel Niyonkuru (Team Amani)                   |
| Saint-Vincent-et-les-Grenadines | Zefal Bailey                                      | Zefal Bailey                                    |
| Sainte-Lucie                    | Denver Alphonse                                   | Denver Alphonse                                 |
| Salvador                        | Brandon Rodríguez                                 | Brandon Rodríguez                               |
| Sénégal                         | Cheikhouna Cissé (Leyze Vélo Club)                |                                                 |
| Serbie                          | Veljko Stojnić (United Shipping)                  | Dušan Rajović (Solution Tech-Vini Fantini)      |
| Seychelles                      | Jahdel Gabriel (Vélo Club de l'Ouest)             | Jahdel Gabriel (Vélo Club de l'Ouest)           |
| Singapour                       | Boon Kiak Yeo (RS Factor Race)                    | Darren Lim                                      |
| Slovaquie                       | Lukáš Kubiš (Unibet Tietema Rockets)              | Matthias Schwarzbacher (UAE Emirates Gen-Z)     |
| Slovénie                        | Jakob Omrzel (Bahrain Victorious Development)     | Mihael Štajnar (Pogi Gusto Ljubljana)           |
| Suède                           | Hugo Forssell (CY Hymer)                          | Jakob Söderqvist (Lidl-Trek Future Racing)      |
| Suisse                          | Mauro Schmid (Jayco AlUla)                        | Mauro Schmid (Jayco AlUla)                      |
| Suriname                        |                                                   |                                                 |
| Taïwan                          | Feng Chun-kai (Utsunomiya Blitzen)                | Feng Chun-kai (Utsunomiya Blitzen)              |
| Thaïlande                       | Sarawut Sirironnachai                             | Peerapol Chawchiangkwang (Thailand Continental) |
| Trinité-et-Tobago               | Akil Campbell                                     | Liam Trepte (Team BSR)                          |
| Tunisie                         | Mohamed Aziz Dellai                               | Mohamed Aziz Dellai                             |
| Turquie                         | Samet Bulut (Konya Büyüksehir Belediye Spor)      | Burak Abay (Konya Büyüksehir Belediye Spor)     |
| Ukraine                         | Heorhii Antonenko                                 | Anatoliy Budyak                                 |
| Uruguay                         | Thomas Silva (Caja Rujal-Seguros RGA)             | Eric Fagúndez (Burgos Burpellet BH)             |
| Venezuela                       | Orluis Aular (Movistar)                           | Orluis Aular (Movistar)                         |
| Viêt Nam                        |                                                   |                                                 |
| Zambie                          | Davies Kawemba (Kansanshi Cycling Team)           | Yanjanani Sakala (Twin Palm Bike Club)          |
| Zimbabwe                        | Matthew Denslow                                   | Rodrick Shumba                                  |

### Élites femmes
| Pays                            | Course en ligne                                              | Contre-la-montre                                    |
| ------------------------------- | ------------------------------------------------------------ | --------------------------------------------------- |
| Afghanistan                     | Fariba Hashimi (Ceratizit)                                   | Fariba Hashimi (Ceratizit)                          |
| Afrique du Sud                  | S'Annara Grove (CJ O'Shea Racing)                            | Lucy Young                                          |
| Albanie                         | Nelia Kabetaj (Zhiraf Pagliaccia)                            | Nelia Kabetaj (Zhiraf Pagliaccia)                   |
| Algérie                         | Nesrine Houili                                               | Nesrine Houili                                      |
| Allemagne                       | Franziska Koch (Picnic PostNL)                               | Antonia Niedermaier (Canyon//SRAM zondacrypto)      |
| Angola                          |                                                              |                                                     |
| Anguilla                        |                                                              |                                                     |
| Antigua-et-Barbuda              |                                                              |                                                     |
| Argentine                       | Jennifer Francone                                            |                                                     |
| Australie                       | Lucinda Stewart (Liv-AlUla Jayco Continental Team)           | Brodie Chapman (UAE Team ADQ)                       |
| Autriche                        | Kathrin Schweinberger (Human Powered Health)                 | Christina Schweinberger (Fenix-Deceuninck)          |
| Azerbaïdjan                     |                                                              |                                                     |
| Bahamas                         |                                                              |                                                     |
| Barbade                         |                                                              |                                                     |
| Belgique                        | Justine Ghekiere (AG Insurance-Soudal)                       | Lotte Kopecky (SD Worx-Protime)                     |
| Belize                          | Kaya Cattouse                                                | Patricia Chavarria                                  |
| Bénin                           | Charlotte Metoevi                                            | Hermionne Ahouissou                                 |
| Bermudes                        | Panzy Olander                                                | Panzy Olander                                       |
| Biélorussie                     |                                                              |                                                     |
| Bolivie                         | Wanda Florencia Villanueva                                   | Wanda Florencia Villanueva                          |
| Bosnie-Herzégovine              |                                                              |                                                     |
| Botswana                        |                                                              |                                                     |
| Brésil                          | Talita Da Luz de Oliveira                                    | Tamires Fanny Radatz                                |
| Bulgarie                        | Nikol Kolisheva                                              | Nikol Kolisheva                                     |
| Burkina Faso                    | Awa Bamogo                                                   | -                                                   |
| Cameroun                        | Presline Mariolle Kengne Feudjio                             | -                                                   |
| Canada                          | Alison Jackson (EF Education-Oatly)                          | Olivia Baril (Movistar)                             |
| Cap-Vert                        |                                                              |                                                     |
| Chili                           | Catalina Soto (Laboral Kutxa-Fundación Euskadi)              | Catalina Soto (Laboral Kutxa-Fundación Euskadi)     |
| Chine                           | Lulu Chen (Bodywrap LTwoo)                                   | Suwan Wei                                           |
| Chypre                          | Ekaterina Kovalchuk                                          | Constantina Georgiou                                |
| Colombie                        | Juliana Londoño (Picnic PostNL)                              | Diana Peñuela (Sistecrédito-GW)                     |
| Corée du Sud                    | Suji Jang                                                    | Jieun Shin                                          |
| Costa Rica                      | Adriana Maria Rojas                                          | Gloriana Maria Quesada                              |
| Côte d'Ivoire                   |                                                              |                                                     |
| Croatie                         | Andrea Heged                                                 | Ana Rumiha                                          |
| Cuba                            | Marlies Mejías (Virginia's Blue Ridge-TWENTY28)              | Marlies Mejías (Virginia's Blue Ridge-TWENTY28)     |
| Danemark                        | Alberte Greve (Uno-X Mobility)                               | Rebecca Koerner (Uno-X Mobility)                    |
| Dominique                       |                                                              |                                                     |
| Égypte                          | Ebtissam Zayed                                               | Ebtissam Zayed                                      |
| Émirats arabes unis             | Safia Al Sayegh (UAE Team ADQ)                               | Safia Al Sayegh (UAE Team ADQ)                      |
| Équateur                        | Natalia Vasquez (Movistar-Best PC)                           | Miryam Maritza Nuñez                                |
| Érythrée                        | Monalisa Araya                                               |                                                     |
| Espagne                         | Sara Martín (Movistar)                                       | Mireia Benito (AG Insurance-Soudal)                 |
| Estonie                         | Elisabeth Ebras (Bepink-Imatra-Bongioanni)                   | Laura Lizette Sander (Team Coop-Repsol)             |
| Eswatini                        | Mandiswa Fakudze                                             | -                                                   |
| États-Unis                      | Kristen Faulkner (EF Education-Oatly)                        | Emily Ehrlich (Virginia's Blue Ridge-TWENTY28)      |
| Fidji                           |                                                              |                                                     |
| Finlande                        | Anniina Ahtosalo (Uno-X Mobility)                            | Anniina Ahtosalo (Uno-X Mobility)                   |
| France                          | Marie Le Net (FDJ-Suez)                                      | Cédrine Kerbaol (EF Education-Oatly)                |
| Géorgie                         |                                                              |                                                     |
| Ghana                           |                                                              |                                                     |
| Grande-Bretagne                 | Millie Couzens (Fenix-Deceuninck)                            | Zoe Bäckstedt (Canyon//SRAM zondacrypto)            |
| Grèce                           | Argiro Milaki (Aromitalia 3T Vaiano)                         | Varvara Fasoi                                       |
| Grenade                         |                                                              |                                                     |
| Guam                            | Kristen Lombard                                              |                                                     |
| Guatemala                       | Jasmin Gabriela Soto                                         | Jasmin Gabriela Soto                                |
| Guyana                          |                                                              |                                                     |
| Honduras                        |                                                              |                                                     |
| Hong Kong                       |                                                              |                                                     |
| Hongrie                         | Blanka Vas (SD Worx-Protime)                                 | Petra Zsankó (Ceratizit)                            |
| Îles Caïmans                    |                                                              |                                                     |
| Îles Vierges britanniques       |                                                              |                                                     |
| Îles Vierges des États-Unis     |                                                              |                                                     |
| Inde                            | Kaveri Muranal                                               | Kaur Jasmmek Sekhon                                 |
| Indonésie                       |                                                              |                                                     |
| Iran                            |                                                              |                                                     |
| Irlande                         | Mia Griffin (Roland)                                         | Kelly Murphy                                        |
| Islande                         |                                                              | Hafdís Sigurðardóttir                               |
| Israël                          |                                                              |                                                     |
| Italie                          | Elisa Longo Borghini (UAE Team ADQ)                          | Vittoria Guazzini (FDJ-Suez)                        |
| Jamaïque                        |                                                              |                                                     |
| Japon                           | Akari Kobayashi                                              | Yumi Kajihara                                       |
| Kazakhstan                      | Yelizaveta Sklyarova (Born to Win BTC City Ljubljana Zhiraf) | Akpeiil Ossim (Sahand Pump Crown Tabriz)            |
| Kosovo                          | Sibora Kadriu                                                | Sibora Kadriu                                       |
| Laos                            |                                                              |                                                     |
| Lesotho                         |                                                              | Tsepiso Larata                                      |
| Lettonie                        | Dana Rožlapa                                                 | Dana Rožlapa                                        |
| Liban                           |                                                              |                                                     |
| Lituanie                        | Daiva Ragažinskienė                                          | Skaistė Mikašauskaitė                               |
| Luxembourg                      | Marie Schreiber (SD Worx-Protime)                            | Marie Schreiber (SD Worx-Protime)                   |
| Macédoine du Nord               | Elena Petrova                                                | Elena Petrova                                       |
| Malaisie                        | Nurul Nabilah Mohd Asri                                      | Ci Hui Nyo                                          |
| Mali                            |                                                              |                                                     |
| Malte                           |                                                              |                                                     |
| Maroc                           |                                                              |                                                     |
| Maurice                         | Kimberley Le Court de Billot (AG Insurance-Soudal)           | Kimberley Le Court de Billot (AG Insurance-Soudal)  |
| Mexique                         |                                                              |                                                     |
| Mongolie                        |                                                              |                                                     |
| Monténégro                      |                                                              |                                                     |
| Namibie                         | Anri Krugel (Hollard Insurance)                              | Anri Krugel (Hollard Insurance)                     |
| Nicaragua                       |                                                              |                                                     |
| Norvège                         | Mie Bjørndal Ottestad (Uno-X Mobility)                       | Katrine Aalerud (Uno-X Mobility)                    |
| Nouvelle-Zélande                | Kim Cadzow (EF Education-Oatly)                              | Kim Cadzow (EF Education-Oatly)                     |
| Oman                            |                                                              |                                                     |
| Ouganda                         |                                                              |                                                     |
| Ouzbékistan                     | Shakhnoza Abdullaeva (OU7)                                   | Yanina Kuskova (Laboral Kutxa-Fundación Euskadi)    |
| Pakistan                        | Rabia Garib                                                  | Rabia Garib                                         |
| Panama                          | Wendy Ducreux                                                | Wendy Ducreux                                       |
| Paraguay                        | Araceli Jazmin Galeano                                       | Araceli Jazmin Galeano                              |
| Pays-Bas                        | Lorena Wiebes (SD Worx-Protime)                              | Mischa Bredewold (SD Worx-Protime)                  |
| Pérou                           | Mariana Rojas                                                | Romina Maribel Medrano                              |
| Philippines                     | Kim Syrel Bonilla                                            | Jermyn Prado                                        |
| Pologne                         | Katarzyna Niewiadoma (Canyon//SRAM zondacrypto)              | Agnieszka Skalniak-Sójka (Canyon//SRAM zondacrypto) |
| Porto Rico                      |                                                              |                                                     |
| Portugal                        | Daniela Campos (Eneicat-CMTeam)                              | Beatriz Roxo (Cantabria Deporte - Rio Miera)        |
| Qatar                           | Erialis Otero                                                | Erialis Otero                                       |
| République dominicaine          |                                                              |                                                     |
| République tchèque              | Kristyna Burlova (Ceratizit)                                 | Julia Kopecký (SD Worx-Protime)                     |
| Roumanie                        | Manuela Mureșan                                              | Manuela Mureșan                                     |
| Russie                          |                                                              |                                                     |
| Rwanda                          | Djazilla Umwamikazi                                          | Xaverine Nirere                                     |
| Saint-Vincent-et-les-Grenadines |                                                              |                                                     |
| Sainte-Lucie                    |                                                              |                                                     |
| Salvador                        |                                                              |                                                     |
| Sénégal                         |                                                              |                                                     |
| Serbie                          | Jelena Erić (Movistar)                                       | Iva Pavlović                                        |
| Seychelles                      |                                                              |                                                     |
| Singapour                       | Yen Ling Kathlyn Yeo                                         | Faye Foo                                            |
| Slovaquie                       | Viktória Chladoňová (Visma \| Lease a Bike)                  | Viktória Chladoňová (Visma \| Lease a Bike)         |
| Slovénie                        | Eugenia Bujak (Cofidis)                                      | Eugenia Bujak (Cofidis)                             |
| Suède                           | Mika Söderström                                              | Stina Kagevi (Team Coop-Repsol)                     |
| Suisse                          | Steffi Häberlin (SD Worx-Protime)                            | Marlen Reusser (Movistar)                           |
| Suriname                        |                                                              |                                                     |
| Taïwan                          | Ting Ying Huang                                              | Ting Ying Huang                                     |
| Thaïlande                       | Phetdarin Somrat (Thailand Women's Cycling Team)             | Phetdarin Somrat (Thailand Women's Cycling Team)    |
| Trinité-et-Tobago               |                                                              |                                                     |
| Togo                            |                                                              |                                                     |
| Tunisie                         | Brini Mariem                                                 | Asil Moussa                                         |
| Turquie                         | Gamze Ceyhan                                                 | Reyhan Yakişir                                      |
| Ukraine                         | Yuliia Biriukova (Laboral Kutxa-Fundación Euskadi)           | Yuliia Biriukova (Laboral Kutxa-Fundación Euskadi)  |
| Uruguay                         | Malvina Maria Prieto                                         | Anabel Posse                                        |
| Venezuela                       |                                                              |                                                     |
| Viêt Nam                        |                                                              |                                                     |
| Zambie                          |                                                              |                                                     |
| Zimbabwe                        | Helen Mitchell                                               | Helen Mitchell                                      |